# 新台灣星光大道
《新台灣星光大道》是臺灣中天新聞台的政論談話性節目，主要採LIVE播出。

## 播出時間

### 首播
| 頻道       | 所在地 | 播映日期              | 播出時間               |
| ---------- | ------ | --------------------- | ---------------------- |
| 中天新聞台 | 臺灣   | 2008年－2012年6月1日  | 週一至週五 14:00-16:00 |
| 中天新聞台 | 臺灣   | 2012年6月4日－8月31日 | 週一至週五 15:00-16:00 |

## 主持人
- 第一任：平秀琳
- 第二任：周玉琴
- 第三任：周玉琴、張啟楷（14:00由張啟楷主持、15:00由周玉琴主持）[1]
- 第四任：鄒倩琳[2]

## 大事紀
- 2008年5月29日，該週午後的政論節目，以中天新聞平秀琳主持的《新台灣星光大道》以0.43收視掛帥，其次是三立新聞敖國珠的《新台灣論壇》、TVBS新聞台顧名儀主持的《九萬兆凱道》，最後則是及東森新聞黃暐瀚主持的《與總統對談》。[3]
- 2010年，《新台灣星光大道》換為周玉琴主持，原主持人平秀琳也丟中天新聞部總監位置。[4]

## 爭議
- 2008年10月14日，余政憲打算搭機赴上海看Ｆ１賽車，因涉及南港展覽館招標弊案遭境管當場被攔下；晚報見報，中天新聞台節目《新台灣星光大道》隨即以此為題，名嘴直指余政憲企圖逃亡，身為好友的邱議瑩立即叩應到電視台駁斥，隨後也與前立委謝欣霓召開記者會，強調余政憲沒有逃亡理由，痛批檢方罔顧人權、司法倒退。 [5]
- 2011年3月8日，中天新聞製播《新台灣星光大道》節目，討論「黑教林雲遺產爆紛爭，女弟子遭控獨吞七十億」議題，林雲的外甥胡豪麟不滿主持人周玉琴及名嘴王丰、劉益宏、黃光芹指稱林雲為「妖僧」，昨委託律師邱彰具狀向台北地檢署控告四人涉犯《刑法》侮辱誹謗死者及誹謗罪。 [6]
- 2012年2月14日，針對旺旺中時併購中嘉案，民進黨立委葉宜津質詢國家通訊傳播委員會主委蘇蘅時表示，13日的下午二時中天新聞台《新台灣星光大道》對她攻擊，「第一次感受到如此大的壓力」。她指出，這麼有效率的攻擊，就是媒體壟斷的結果，而她先生赴陸讀書全自費，對於不實說法，她將提告[7]。同日，《華盛頓郵報》於2011年1月21日刊出旺旺中時媒體集團主席蔡衍明提及六四事件沒有死人的言論，引發知識界在同年2月7日發起「當中時不再忠實、我們選擇拒絕──拒絕中時運動」記者會，黃國昌、張錦華、鄭秀玲、林惠玲聯名投書指控中天新聞的《新台灣星光大道》節目，一面聲援老闆蔡衍明，一面批判發起「拒絕中時運動」的社團，並透過電視新聞不斷強力放送[8]。